# Galaxy Express Corporation
A Galaxy Express Corporation (株式会社ギャラクシーエクスプレス, Kabushikigaisha Gyarakushīekusupuresu) (GALEX) foi uma empresa japonesa que destinava-se a desenvolver o foguete GX. A GALEX foi criada em 27 de março de 2001. O governo japonês finalmente abandonou o programa GX em dezembro de 2009. A GALEX foi dissolvida por volta de março de 2010.

## Acionistas
Em novembro de 2009, os acionistas da empresa foram:
- IHI Corporation (IHI)
- IHI Aerospace Co., Ltd. (IA)
- Mitsubishi Corporation (MC)
- Kawasaki Heavy Industries, Ltd. (KHI)
- Japan Aviation Electronics Industry, Limited (JAE)
- Fuji Heavy Industries Ltd. (FHI)
- Kokusai AeroMarine Co., Ltd. (KAM)
- NEC Corporation (NEC)
- Lockheed Martin Overseas Corporation (LMOC)